# Albert Schädelin
Karl Albert Schädelin (* 6. Dezember 1879 in Koppigen; † 18. Dezember 1961 in Bern) war ein Schweizer evangelischer Geistlicher und Hochschullehrer.

## Leben

### Familie
Albert Schädelin war der Sohn des Pfarrers Karl Ferdinand Edmund Schädelin und dessen Ehefrau Sophie Elisabeth (geb. Andreae). Sein Bruder war der Forstwissenschaftler Walter Schädelin und er war ein Enkel des Pfarrers und Politikers Johann Jakob Schädelin (* 16. Dezember 1804 in Moosleerau; † 3. Oktober 1859 in Bern).
Er war mit Maria Stephania (geb. Rogg) verheiratet. Gemeinsam hatten sie mehrere Kinder:
- Hans Schädelin
- Marianne Schädelin
- Verena Schädelin, verheiratet mit Emanuel Rudolf Stickelberger; ihr Sohn Jacob Stickelberger beschreibt 2018 in Mein fast grosser Grossvater die Familiengeschichte[2]
- Klaus Schädelin, Schriftsteller

### Ausbildung
Albert Schädelin immatrikulierte sich an der Universität Bern zu einem Theologiestudium, das er an der Universität Berlin und der Theologischen Fakultät der Universität Toulouse in Montauban fortsetzte.

### Werdegang
1905 erfolgte seine Ordination und von 1905 bis 1906 war er Vikar in der Schweizer Gemeinde in Mailand, bevor er von 1906 bis 1911 Pfarrer in Rohrbach war. 1911 kam er als Pfarrer an das Berner Münster und blieb dort bis 1952.
1928 wurde er als außerordentlicher Professor für Praktische Theologie an die Universität Bern berufen und lehrte dort bis 1950.
Von 1930 bis 1942 war er im Berner Synodalrat.

### Geistliches und Theologisches Wirken
In den 1910er Jahren stand Albert Schädelin der religiös-sozialen Bewegung nahe und schloss sich dem Verein der Freunde der religiös-sozialen Konferenz an, der 1909 von Leonhard Ragaz, Herrmann Kutter und Oskar Pfister gegründet wurde. Ab 1915 wurde Albert Schädelin der führende Vertreter der Dialektischen Theologie in Bern. 
Er leitete in Bern die mit Karl Barth verbundene Theologische Arbeitsgemeinschaft, die er gemeinsam mit dessen Bruder, Peter Barth, gegründet hatte. Es handelte sich anfangs nur um einen Lektürekreis, der sich mit den Autoren des 18. und 19. Jahrhunderts beschäftigte, sich dann aber zunehmend den Schriften Karl Barths und Johannes Calvins Institutio Christianae Religionis zuwandte. 1944 umfasste die Arbeitsgemeinschaft etwa 150 Pfarrer.
Im Berner Kirchenstreit von 1949 bis 1951, bei dem sich Karl Barth gegen jede politische Instrumentalisierung des Evangeliums wehrte und weigerte, mit dem Strom zu schwimmen und in den ideologischen Kampf gegen den Kommunismus eingespannt zu werden, konnte Albert Schädelin mässigend einwirken. Karl Barth forderte ein klares Eintreten der Kirche für den Frieden und gegen den Kalten Krieg. Hierzu beschaffte Albert Schädelin einige Bögen des Berner Synodus und trug damit wesentlich zur Entspannung des Konflikts bei.

## Trivia
Albert Schädelin nahm einige Zeit die spätere Schriftstellerin Cécile Ines Loos bei sich auf, als diese nach der Geburt ihres Sohnes, in die Schweiz zurückkehrte. Nachdem er sie 1914 aus dem Haus verwies, weil ich mich erdreistete, zu behaupten, dass die Kirche eigentlich falsch handle, setzte sie ihm mit ihrer Romanfigur des Pfarrers Maida in ihrem Werk Matka Boska ein wenig schmeichelhaftes Denkmal.

## Ehrungen und Auszeichnungen
Die Universität Zürich ernannte Albert Schädelin 1931 zum Dr. theol. h. c.

## Schriften (Auswahl)
- Selig seid ihr Armen! Zürich: Buchdruck des Schweizer Grütlivereins, 1912.
- Dona pacem. 1914.
- Albert Barth; Albert Schädelin: Die XIX Christliche Studenten-Konferenz. Bern: A. Francke, 1915.
- Pestalozzis Glaube. Basel 1926.
- Pfarrer und Abstinenz. Bern: Blaukreuz-Verlag; Lausanne: Alkoholgegner-Verlag, 1926.
- Kirche und Staat. Bern, 1930.
- Der reformierte Gottesdienst und unsere heutige Gemeinde. Bern 1937.
- Religiös oder christlich? Bern, 1937.
- Was die christliche Gemeinde der Heimat heute schuldet. Berne, 1941.
- Gott und die Götzen. Lang, 1943.
- Bekenntnis und Volkskirche. Zürich Zwingli-Verl. 1943.
- Der Christ und die Obrigkeit. Bern, 1950.
- Kirche und Staat im Kanton Bern: ein Diskussionsbeitrag der Theologischen Arbeitsgemeinschaft des Kantons Bern. Berlin: H. Lang & Cie., 1951.
- Berner Synodus: Ordnung wie sich die Pfarrer und Prediger zu Stadt und Land Bern in Lehre und Leben halten sollen, mit weiterem Bericht von Christo und den Sakramenten, beschlossen auf dem Synodus daselbst am 9. Jänner 1532 ; Schussreden der Berner Disputation. 1951.
- Die rechte Predigt: Grundriss der Homiletik. Zürich: Zwingli-Verlag, 1953.
- Berner Synodus Ordnung wie sich Pfarrer und Prediger zu Stadt und Land Bern in Lehre und Leben halten sollen. Belp: Jordi, 1953.
- Die freie evangelische Schule. Bern: Evangelisches Lehrerseminar Muristalden, 1953.
- Dienst und Amt des Pfarrers: eine Dienstanweisung für die Pfarrer der evangelisch-reformierten Landeskirche des Kantons Bern. Bern: Stämpfli, 1954.
- Wie entsteht eine Predigt? Zürich, 1954.
- Albert Schädelin; Kurt Naef: Kirche in unserer Zeit. Zürich: Gotthelf-Verlag, 1959.
- Des Glaubens leben. Hilterfingen, 1959.